# پیتر وینچ

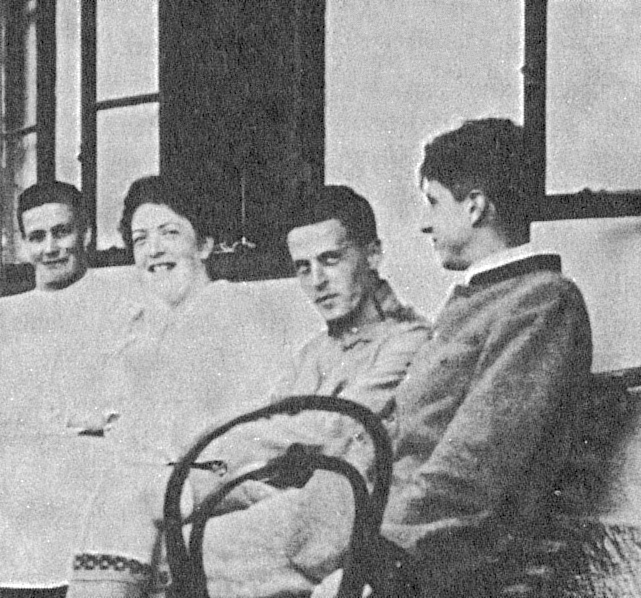
پیتر وینچ همرای هم کلاس علوم اجتماعی

پیتر گای وینچ (۱۴ ژانویه ۱۹۲۶ در لندن - ۲۷ آوریل ۱۹۹۷ در شامپاین، ایلینوی) فیلسوف بریتانیایی بود که به دلیل آثارش در زمینه فلسفه علوم اجتماعی و شرح نظرات ویتگنشتاین شناخته‌شده‌است. مهم‌ترین اثر او ایده علم اجتماعی و پیوند آن با فلسفه است که در آن به نقد پوزیتیویسم در علوم اجتماعی می‌پردازد.

## آثار
- ایده علم اجتماعی و پیوند آن با فلسفه، پیتر وینچ، ناشر: سازمان مطالعه و تدوین کتب علوم انسانی دانشگاه‌ها (سمت)

- The Idea of a Social Science and its Relation to Philosophy, London 1958.
- Understanding a Primitive Society, 1964, American Philosophical Quarterly I, pp. 307–24
- Studies in the Philosophy of Wittgenstein (ed), 1969
- Ethics And Action, London 1972
- Culture and Value, Ludwig Wittgenstein, Translated by Peter Winch, Oxford 1980
- Simone Weil, the Just Balance, Cambridge 1989
- Trying to Make Sense, Oxford 1987
- The Idea of a Social Science and its Relation to Philosophy, London 1990 (second edition).

## مطالعه بیشتر
- معنا و عقلانیت در آرای علامه طباطبایی و پیتر وینچ، عبدالحسین کلانتری، ناشر: کتاب طه
- دیدگاه دینی ویتگنشتاین، نورمن مالکوم، پیتر وینچ، محمد فیروزکوهی (مترجم)، علی آخوندزاهد (مترجم)، ناشر: گام نو - ۱۳۸۳